# Eparchie rižská
Eparchie rižská je eparchie lotyšské pravoslavné církve.

## Území a titul biskupa
Zahrnuje správní hranice území zbývajících rajónů Lotyšska mimo daugavpilské eparchie.
Eparchiálnímu biskupovi náleží titul biskup rižský a celého Lotyšska.

## Historie
Roku 1710 se po Severní válce Livonsko a Riga staly součástí Ruského impéria. Farnosti Livonské gubernie přešly pod jurisdikci pskovské eparchie.
Dne 13. ledna 1764 se jméno města Riga dostalo do titulu pskovských biskupů a roku 1799 zněl titul arcibiskup pskovský, livonský a kurlandský. V letech 1836 až 1850 existoval rižský vikariát pskovské eparchie.
Dne 1. března 1850 car Mikuláš I. Pavlovič podepsal dekret o zřízení samostatné rižské eparchie, jejíž činnost byla zahájena 1. července 1850.
Dne 12. března 2013 byla Svatým synodem zřízena z části jejího území eparchie daugavpilská.

## Seznam biskupů

### Rižský vikariát pskovské eparchie
- 1836–1841 Irinarch (Popov)
- 1841–1848 Filaret (Gumilevskij) svatořečený

### Eparchie rižská a mitavská
- 1848–1867 Platon (Goroděckij)
- 1870–1874 Veniamin (Karelin)
- 1874–1877 Serafim (Ivanovič Protopopov)
- 1877–1882 Filaret (Filaretov)
- 1882–1887 Donat (Babinskij-Sokolov)
- 1887–1897 Arsenij (Brjancev)
- 1897–1910 Agafangel (Preobraženskij) svatořečený vyznavač
- 1910–1917 Ioann (Xenofontovič Smirnov)
  - 1917–1918 Iosif (Petrovych) dočasný správce svatořečený mučedník
  - 1918–1919 Platon (Kulbusch) dočasný správce svatořečený mučedník
  - 1919–1920 Gennadij (Tuberozov) dočasný správce

### Lotyšská pravoslavná církev
- 1921–1934 Jānis (Pommers) svatořečený mučedník
- 1936–1941 Augustīns (Pētersons)
  - 1941–1943 Sergij (Voskresenskij) dočasný správce
- 1943–1944 Jānis (Garklāvs)

### Eparchie rižská a lotyšská
- - Kornilij (Popov) dočasný správce
- 1947–1951 Veniamin (Fedčenkov)
- 1951–1958 Filaret (Lebeděv)
  - 1958–1961 Ioann (Michajlovič Alexejev) dočasný správce
  - 1961–1962 Alexij (Rüdiger) dočasný správce
  - 1962–1962 Filaret (Denysenko) dočasný správce
- 1962–1966 Nikon (Fomičjov)
- 1966–1966 Alexij (Konopljov)
- 1966–1990 Leonid (Poljakov)

### Lotyšská pravoslavná církev
- od 1990 Aleksandrs (Kudrjašovs)